# Ishii Toshiya
Toshiya Ishii (sinh ngày 19 tháng 1 năm 1978) là một cầu thủ bóng đá người Nhật Bản.

## Sự nghiệp câu lạc bộ
Toshiya Ishii đã từng chơi cho Urawa Reds, Vegalta Sendai, Kyoto Sanga FC, Roasso Kumamoto và Fujieda MYFC.